# 空口袋路
空口袋路（法語：Rue Vide-Gousset）是法国巴黎的一条街道，位于巴黎第二区。它始于阿布奇路1号，结束于郵政路2号。长28米，宽12米。

## 历史
此处原来靠近查理五世城墙。修建胜利广场后形成现状。

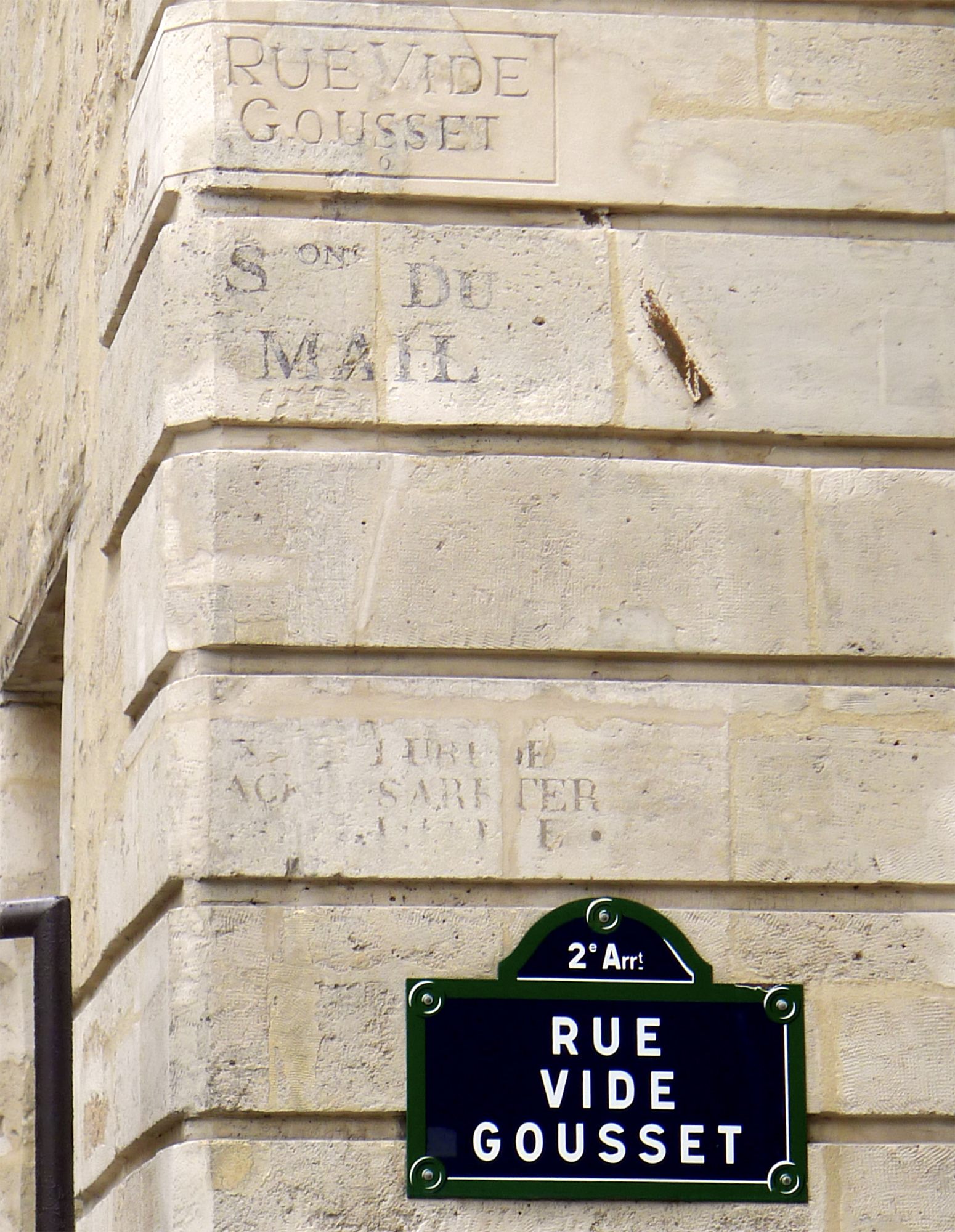
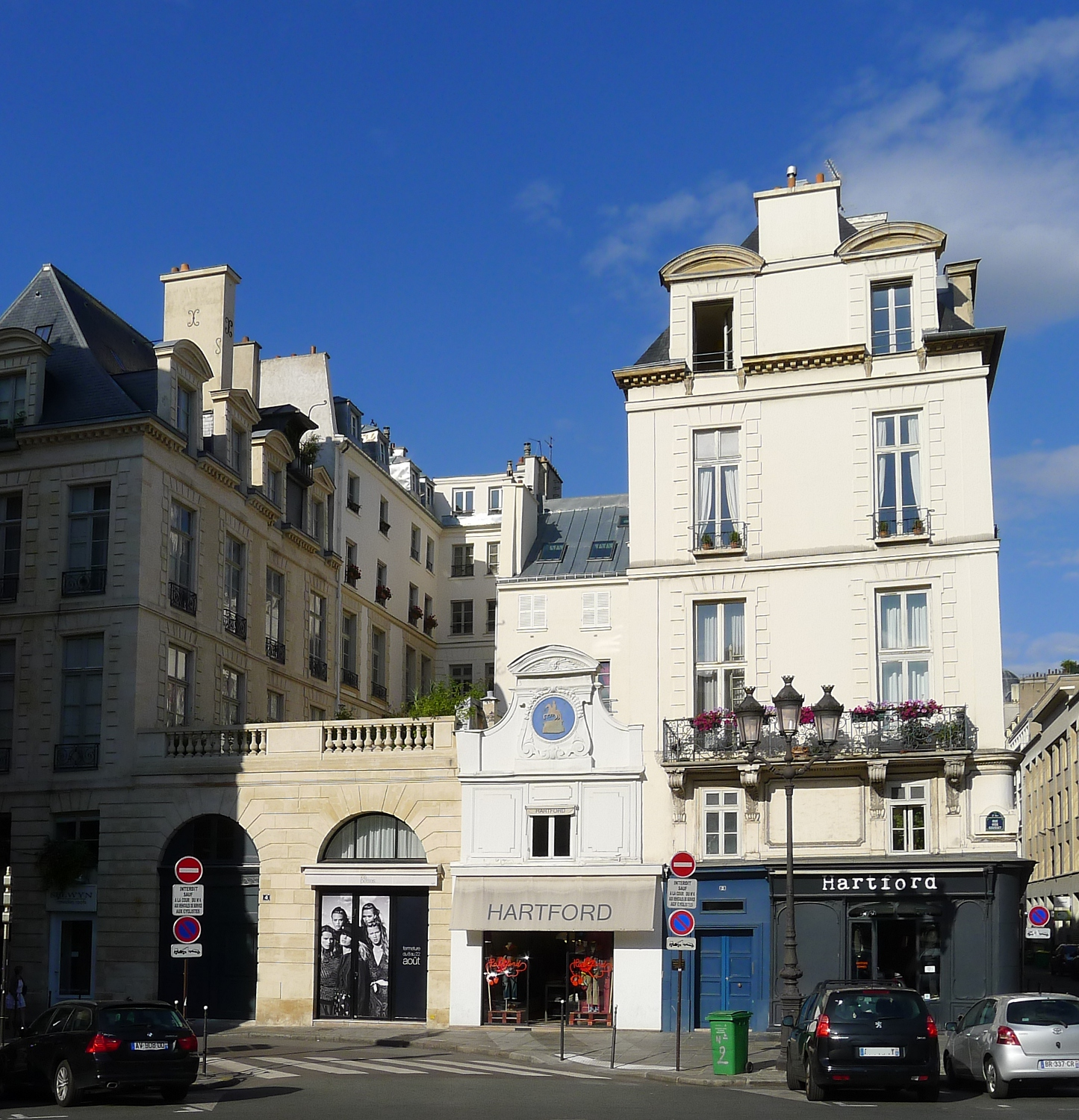